# JA-3204
La JA-3204 es una carretera comarcal de la provincia española de Jaén que transcurre desde Cambil, enlazando así con la A-324, hasta su pedanía más poblada, Arbuniel, pudiendo comunicar con Montejícar, pueblo granadino.
- Datos: Q5923939